# A Long Way Down (Film)
A Long Way Down ist eine britische Tragikomödie aus dem Jahr 2014, die auf dem gleichnamigen Buch von Nick Hornby von 2005 basiert. Regie führte Pascal Chaumeil, das Drehbuch schrieb Jack Thorne. In den Hauptrollen sind Pierce Brosnan, Toni Collette, Imogen Poots und Aaron Paul zu sehen.

## Handlung
Martin hat beschlossen sich umzubringen. Der ehemalige Moderator hat nach einer kurzen Affäre mit einer Minderjährigen seinen Job und seine Familie verloren. Am Silvesterabend möchte er vom Dach eines Hochhauses springen. Kurz bevor er springen will, wird er von Maureen angesprochen, die ebenfalls vom Dach springen will. Maureen bietet an zu warten, bis Martin gesprungen ist. Martin traut sich dann doch nicht zu springen. Als sich Martin und Maureen gerade vorstellen, will Jess an den beiden vorbei stürmen und sich vom Dach stürzen, sie wird jedoch von Martin zurückgehalten. Jetzt bemerken die Drei, dass sich auch der Pizzabote J. J. auf dem Dach befindet. Am Ende springt keiner der Vier vom Dach.
Auf dem Heimweg sammelt Martin Maureen, J. J. und Jess am Straßenrand ein. Jess erzählt, dass sie von ihrem Freund verlassen wurde und sich deshalb umbringen wollte. J. J. erzählt, dass er inoperablen Krebs hat. Sie setzen Jess an einem Nachtclub ab, wo sie ihren Freund suchen will. Die verbliebenen Drei beschließen, Jess in dieser Situation nicht allein zu lassen, und folgen ihr in den Club. Sie finden Jess schließlich bewusstlos und bringen sie ins Krankenhaus.
Nachdem Jess im Krankenhaus wieder bei Bewusstsein ist, schlägt sie vor, dass sich keiner der Vier vor dem Valentinstag umbringt. Die Vier beschließen diesen Pakt schriftlich auf der Rückseite von Maureens Abschiedsbrief. In den folgenden Tagen beobachtet Jess die anderen heimlich auf der Straße.
Als der Pakt in der Presse thematisiert wird, arrangiert der Vater von Jess, ein Politiker, ein Treffen mit Jess und Martin, da er befürchtet, der Pressewirbel könnte sich auch auf den Rest seiner Familie und seine berufliche Laufbahn auswirken. Jess sind die Befürchtungen ihres Vaters jedoch egal.
In der folgenden Zeit werden die Vier von der Presse verfolgt. Sie treffen sich bei Maureen und ihrem behinderten Sohn und beraten, wie sie mit der Presse umgehen sollen. Anstatt von der Presse gejagt zu werden, beschließen sie aus ihrer Geschichte Kapital zu schlagen und sie an die Presse zu verkaufen. In Interviews erzählen sie eine ausgeschmückte Version ihres Treffens auf dem Dach am Silvesterabend – unter anderem von einem Engel, der aussah wie Matt Damon. In einem Interview wird Jess nach ihrer vor einigen Jahren verschwundenen älteren Schwester gefragt, woraufhin sie weinend das Studio verlässt.
Um der Presse zu entkommen, beschließen die Vier eine Woche Urlaub auf Teneriffa zu machen. Kurz vor dem Abflug wird Maureen das alles zu viel, die anderen können sie jedoch überreden mitzukommen. Die Vier haben eine Menge Spaß am Strand. J. J. lernt eine Frau namens Kathy kennen und erzählt ihr, dass er sich umbringen wollte, jedoch keinen Krebs hat und nun zu einem Pakt von verzweifelten Menschen gehört. Es stellt sich heraus, dass Kathy Journalistin ist, die mehr über die Vier herausfinden wollte. Nachdem J. J. allen erzählt, dass er keinen Krebs hat, kommt es zu einem Gerangel zwischen ihm und Martin, der sich ausgenutzt fühlt.
Als sie aus dem Urlaub zurück sind, gehen die Vier wieder getrennte Wege. Maureen kümmert sich wieder um ihren schwer behinderten Sohn und sieht die anderen nur gelegentlich aus der Ferne. Eines Nachts hat ihr Sohn im Schlaf einen Herzinfarkt. Martin und Jess leisten Maureen Beistand im Krankenhaus, und die Ärzte können Maureens Sohn retten.
Jess bemerkt im Krankenhaus, dass es Valentinstag ist und damit ihr Pakt ausläuft. Die Drei begeben sich auf die Suche nach J. J., und Martin findet ihn schließlich auf dem Dach des Hochhauses, als dieser gerade springen will. J. J. erzählt, dass er keinen Grund sieht zu leben und sich seit Silvester für ihn nichts geändert hat. Auch Jess und Maureen kommen auf das Dach und die Drei versuchen J. J. zu überreden, nicht zu springen.
320 Tage später chatten die Vier miteinander. Martin kümmert sich jetzt um seine Tochter, Maureen feiert eine Silvesterparty mit ihrem Sohn und Freunden, und Jess und J. J. sind ein Paar.

## Rezeption
Der Film erhielt überwiegend negative Kritiken. Bei Metacritic erhielt der Film einen Metascore von 34/100 basierend auf 21 Rezensionen, bei Rotten Tomatoes waren 22 Prozent der 50 Rezensionen positiv.
Der Filmdienst meint, A Long Way Down sei eine „mäßige Komödie […] die das Potenzial ihrer Ausgangsidee nicht“ ausschöpfe und „gegenüber ihrem ernsten Thema keine überzeugende Haltung“ finde. Weiter heißt es, „weder die Darsteller noch die Inszenierung“ würden „viel Enthusiasmus verraten“.